# Ледовое шоу

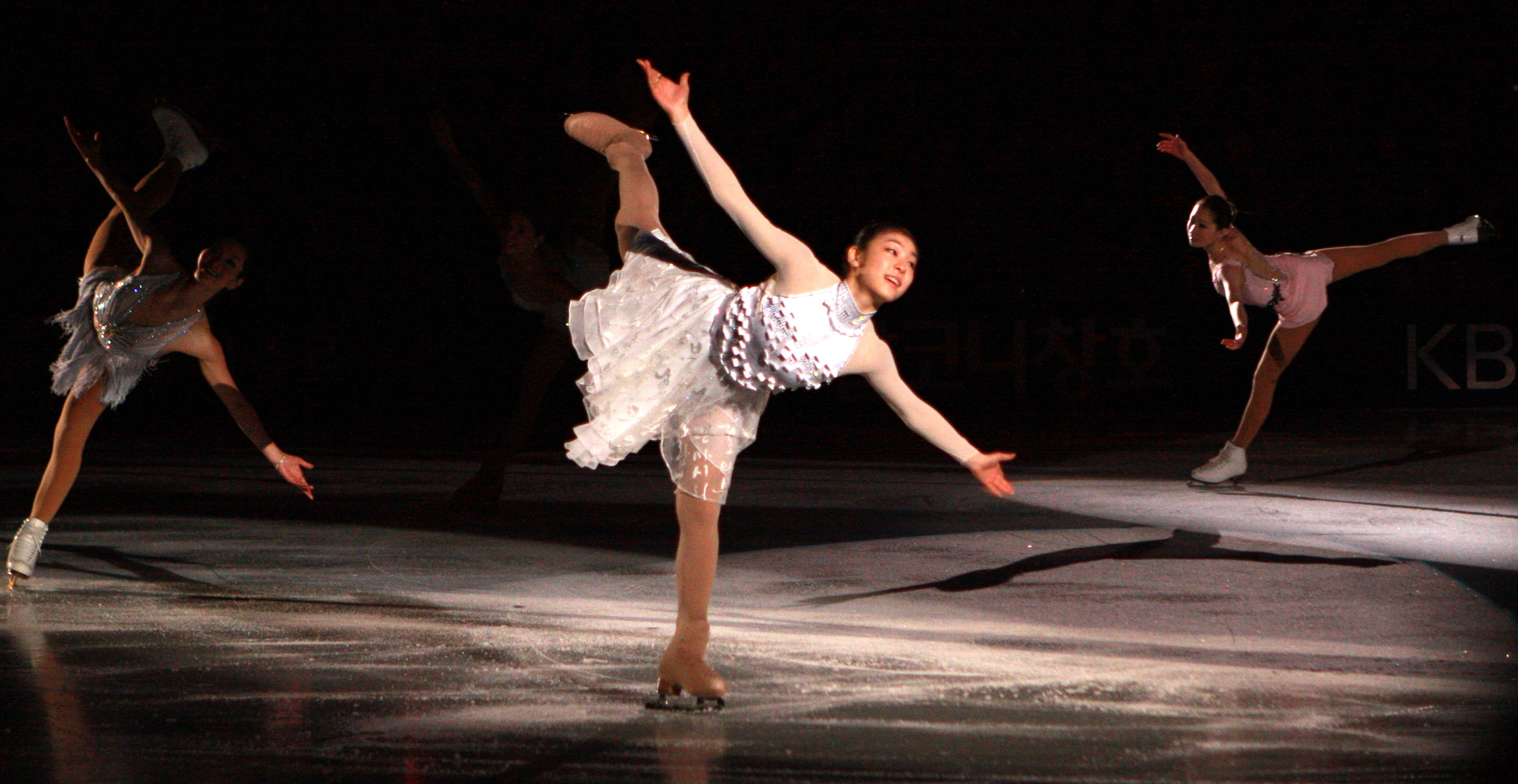
Выступление фигуристок на Festa On Ice в 2009 году.

Ледовое шоу — развлекательное мероприятие, проводимое фигуристами на льду. Сопровождается музыкой и световыми эффектами. Такие шоу могут представлять собой показательное катание фигуристов, театральную или музыкальную постановку, в которых фигурное катание используется для передачи сюжета или как сопровождение музыкальному произведению. Термин «ледовое шоу» не включает соревнования по фигурному катанию. Многие компании организуют единичные шоу или туры, демонстрируемые для широкой публики на спортивных аренах, открытых катках, которые могут вместить большое количество зрителей, или в театрах, временно покрывающих поверхность сцены синтетическим льдом. Ледовые шоу также иногда устраиваются в парках развлечений и даже на больших круизных лайнерах.
Чтобы принимать участие в подобных представлениях, действующие спортсмены обязаны получить разрешение национальной федерации фигурного катания.

## Примеры

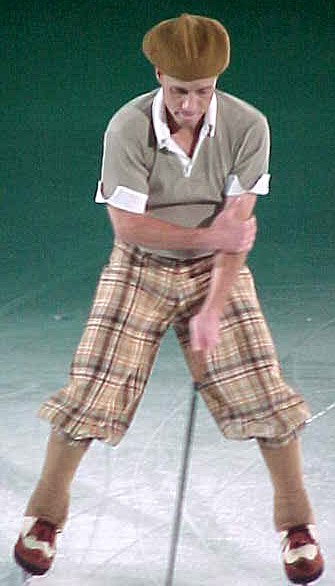
Скотт Хамильтон в образе игрока в гольф на Stars on Ice (2002).

- Holiday on Ice («Холидей он айс») — крупнейшее ледовое шоу, имеющее несколько филиалов. Наряду с выступлениями фигуристов, присутствуют номера клоунов, дрессировщиков, гротесковая игра на льду.[4]
- Disney on Ice — шоу, организуемое компанией The Walt Disney Company.[5]
- Navka Show  — ледовые шоу олимпийской чемпионки (2006) Татьяны Навки.
- Champions on Ice
- Broadway on Ice
- Ice Capades — закрытое в 1995 году шоу, по сути похожее на Holiday on Ice. В 2008 году было открыто заново.[6]
- Stars on Ice — создано в 1986 году олимпийским чемпионом Скоттом Хамильтоном. На своё шоу он приглашал лучших спортсменов, что принесло ему огромную популярность.[6]

Первой в СССР ледовые шоу начала устраивать Татьяна Тарасова. Она организовывала такие шоу, как «Все звёзды» (1984) с участием чемпионов Олимпийских игр и других соревнований, «И помнит мир спасённый» (1985). Также в Санкт-Петербурге в 1990 году был основан Ледовый театр, с 1994 года театр получил статус государственного. Художественным руководителем театра с 2012 года стала Елена Бережная.
С 2006 года в России совместно с Первым каналом начал проводить телевизионные ледовые шоу «Звёзды на льду», «Ледниковый период», «Лёд и пламень» и др. Илья Авербух. В этих шоу наряду с известными фигуристами приняли участие популярные актёры и музыканты.